# SN 2010hb
SN 2010hb – supernowa typu II odkryta 24 sierpnia 2010 roku w galaktyce UGC 2537. W momencie odkrycia miała maksymalną jasność 17,50m.